# ديفيد ويليام بويد
ديفيد ويليام بويد هو رياضياتي كندي، ولد في 17 سبتمبر 1941.